# Beppino Goruppi
Beppino Goruppi (Trieste, 1930 – Perugia, 1951) è stato un militare e poeta italiano.

## Biografia
Beppino Goruppi nel 1944, giovane ed irrequieto, a soli quattordici anni d'età, fuggì da casa per aggregarsi ai partigiani della Divisione “Garibaldi” operante nell'entroterra triestino. I suoi genitori lo ricercarono, ma furono misteriosamente trucidati. Ritornato a casa e saputo della morte dei genitori e addebitando la stessa alla mano dei partigiani, Goruppi nel gennaio del 1945 raggiunse Brescia per arruolarsi fra i paracadutisti della “Folgore”  della RSI di Salò.
Fu catturato dagli americani pochi mesi dopo nel corso di un violento scontro con la sua unità a Borgomanero. Liberato al termine del conflitto, riprese gli studi a Trieste e nel 1947 si prodigò a Pola nell'assistenza dei profughi istriani. Riparato a Roma si esibì per vivere in tuffi acrobatici nel Tevere e, nello stesso anno, dopo aver raggiunto clandestinamente la Francia ed esser stato arrestato dalla polizia francese, fu costretto ad arruolarsi nella legione straniera francese a Sidi Bel Abbes in Algeria per non esser imprigionato.
Combatté nel corso della guerra d'Indocina contro i ribelli Viet Minh, dai quali fu catturato in uno scontro a fuoco. Liberato in circostanze avventurose per l'intercessione di una signora italiana ivi residente, Goruppi rimpatriò a Trieste.  Terminati gli studi liceali si iscrisse all'università di Perugia.
Dedicatosi alla poesia, la sua opera fu ben presto notata e apprezzata da vari autori,  come Biagio Marin  che raccolse i suoi scritti in “Rovo di Biancospino”,  pubblicazione postuma del 1955 e  Pier Paolo Pasolini.
Morì nel 1951 in un incidente motociclistico presso il lago Trasimeno.